# 71. transportflygdivisionen

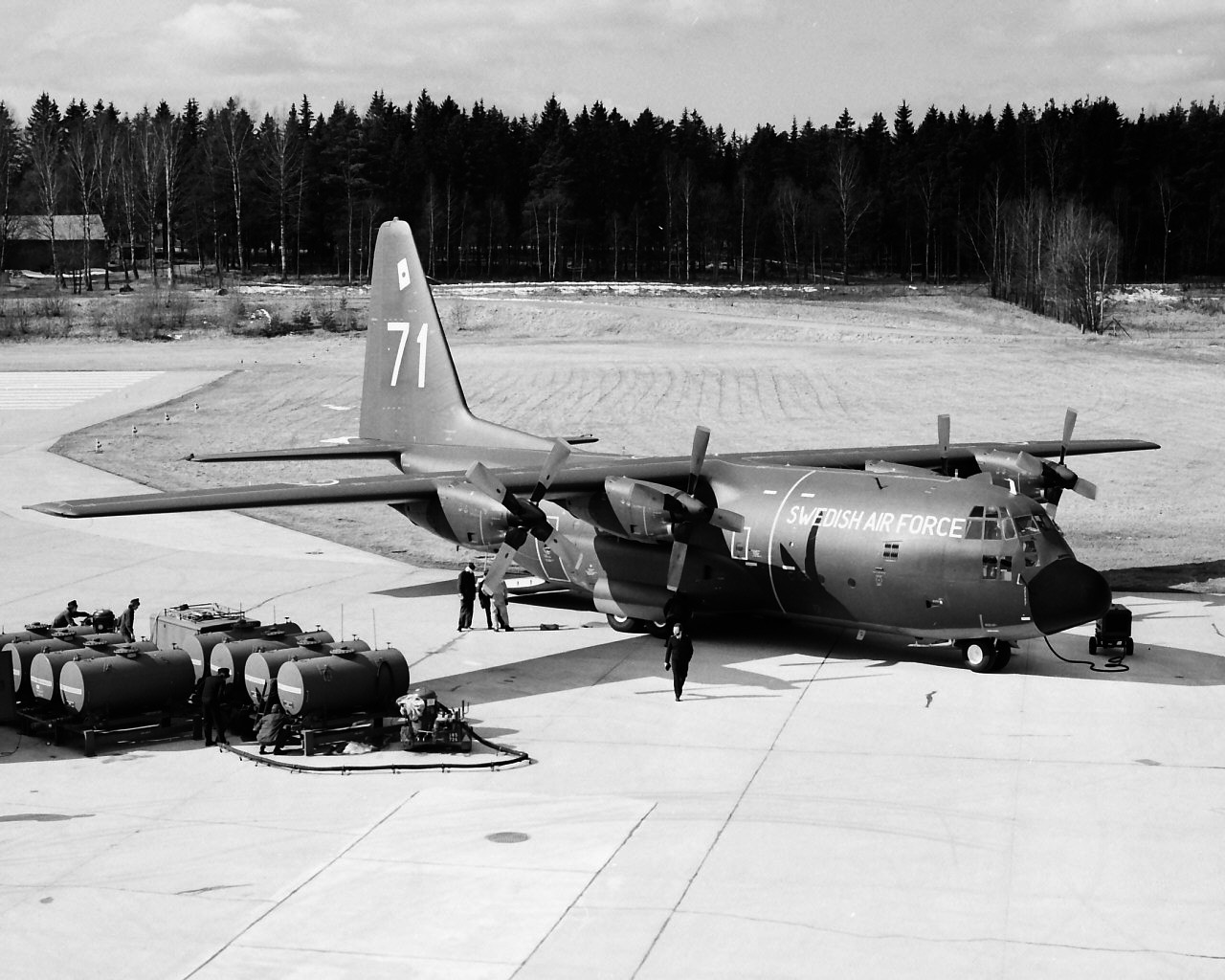
C-130 Hercules - Tp84 på F 18 Tullinge.

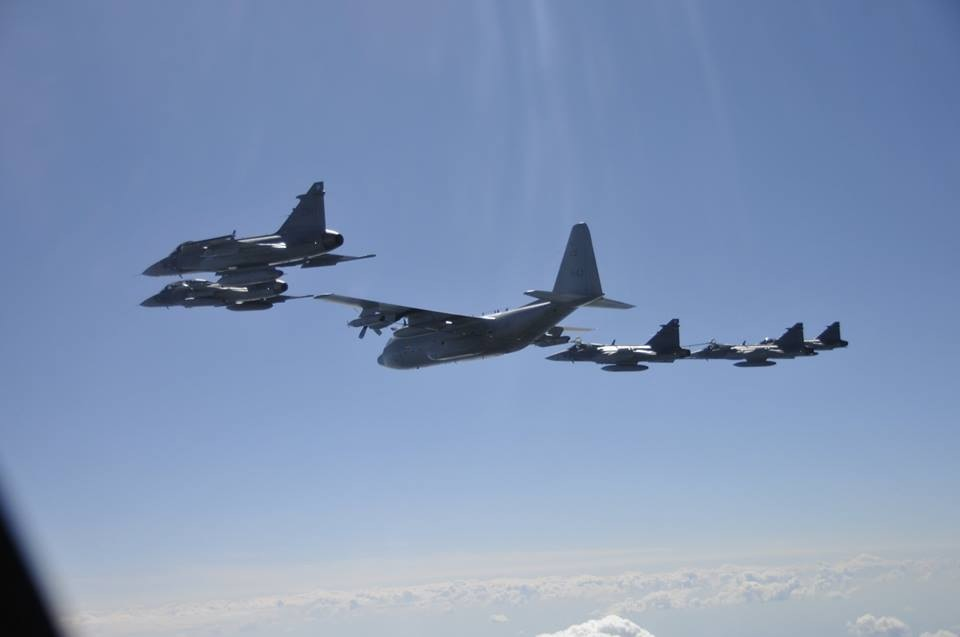
Lufttankning av JAS 39 Gripen.

Transportflygdivisionen är en flygdivision inom Flygvapnet som verkat sedan 1965. Divisionen tillhör Skaraborgs flygflottilj (F 7) och är förlagd till Såtenäs flygbas vid Tun och Såtenäs villastad i Lidköpings kommun. Organisatoriskt har divisionen under en kort tid  varit indelad i bland annat Operativ division och utbildnings-/utvecklingsdivision men krigsförbandet (numera delkrigsförbandet) 71. tpdiv har alltid varit organiserad som en division med underliggande flygstyrkor. Divisionen har numer ingen nummerbeteckning utan ingår i krigsförbandet 73. transportflygskvadron.

## Verksamhet
Transportflygdivisionen har sedan dess grundande levererat taktiskt transportflyg till Försvarsmakten. Divisionen och dess personal (flygbesättningar) är fortfarande verksam på F 7, flyger Tp84 (C-130 Hercules) och fortsätter att förse Försvarsmakten med taktisk transport,  luftlandsättningar och lufttankning varhelst och närhelst de behövs.
På divisionen finns personalkategorierna:
- Pilot
- Flygmaskinist -FE
- Taktisk systemofficer -TSO (tidigare kallad Navigatör)
- Lastmästare - LM
- Soldat
- Civil

Divisionen har övertagit mottot: Semper Ubique (Alltid Överallt)  från Transportflygenheten då enheten bytte namn till TSFE. Detta motto delas med Delta Phi, en amerikansk fraternity grundat 1827.

## Historia
År 1948 fick 73. flygdivision (Gustav Gul) vid F 7, tilldelad uppgiften att utföra flygtransporter med sina konverterade Junkers 86 -B3S. Efterhand tillfördes även Tp 79. När till slut Tp 84 tillfördes, blev 73. flygdivisionen första europeiska Herculesoperatör när den fick sitt första C-130 1965. Ett andra flygplan kom 1969 och en tredje 1975. År 1977 upplöstes 73. flygdivisionen, men deras flygtransportuppgift kvarstod och 71. transportflygdivisionen bildades i dess ställe. Divisionen tillfördes ytterligare fem C-130 flygplan 1981. C-130 betecknas "Tp 84" i svenska flygvapnet tjänst, där Tp, innebär transport och är den svenska motsvarigheten till den amerikanska beteckningen "C". 84 är den numeriska beskrivningen baserad på i vilken ordning flygplanstypen introducerades. Flygplanet fick fennummer 841-848 i den ordning som de levererades. De två första flygplanet som levererades; 841 och 842, är C-130E1 respektive, C-130E2 modeller medan 843 är en C-130H1. 844-848 är C-130H2 modeller. Sedan dess har alla åtta flygplan uppgraderats med Allison T56-A-15 motorer och APU. 71. transportflygdivisionen med flygplan och personal anpassade för flygfält av dålig standard blev snart efterfrågade och flygplansindivid 841 skickades 1968 för att stödja Röda Korset under svälten i Biafra. Sedan dess har divisionen fortsatt att bistå med katastrofhjälp i hela världen när möjligt. Det senaste exemplet var att bistå den internationella biståndsinsatsen 2013 i spåren av orkanen Hayan i Filippinerna.
Som taktisk transportflyg utför divisionen logistikflyg till flygplatser världen över. Det var inte förrän vid konflikten på Balkan som divisionen blev ”Combat proven” vid genomförandet av luftbron till Sarajevo under Bosnienkriget. I samband med detta utrustades vissa flygplan med varnings- och motmedelsutrustning vilket medgav verkan i en högre hotmiljö. Sedan dess har divisionen deltagit i militära operationer i EUFOR i Afrika,  ISAF i Afghanistan och FN från Cypern, liksom utfört icke-militära hjälpinsatser. Divisionen har också i uppgift att transportera civila, stora laster (Tp84 har en stor fördel med lastning via ramp) och fått stödja vetenskapliga expeditioner i Arktis och Antarktis regioner. Flygplan 842 omvandlades till ett lufttankningsflygplan och togs i drift i tid för att delta i Operation Unified Protector  i Libyen 2011 , där det stod för lufttankning av svenskt stridsflygplan. Divisionens hittills enda haveri inträffade 24 september 1990 då Tp 101 nr 101001 kolliderade med ett träd nordväst om Halmstad. Piloten och andrepiloten/styrman förolyckades. Planet blev totalförstört. 

### Krigsförbandet
71. transportflygdivisionen var fram till 2012 ett eget krigsförband men ingår från 2021 i 73. transportflygskvadron.
Förbandet har ständig beredskap.

## Organisation
Transportflygdivisionen leds av en divisionschef och består av flygbesättningar samt en last- och logistikfunktion. Inom divisionens ram ingår Transportflygskolan som är en civil flygskola. 

### Tidigare divisionschefer
- 1972–1978: Major Dan Laurell
- 1979–1983: Major Olle Lansmark
- 1983–1986: Major Uno Haglund
- 1986–1987: Major Urban Sörme
- 1987–19??: Major Uno Haglund (andra gången)
- 1989–1994: Major Börje Kihlman
- 1994–19??: Major Stig Benjaminsson
- 1999–1999: Major Roger Möller
- 1999–2004: Major Tore Ottosson
- 2004–20??: Major Rolf Nilsson
- 20??–20??: Major Mattias Ottis
- 20??–20??: Major Hans Bergström
- 20??–20??: Överstelöjtnant Per Carlemalm
- 20??–20??: Major Håkan Syrén
- 20??–2016: Major Jerker Sandström
- 2016–20??: Överstelöjtnant Klas Grankvist
- 20??–2021: Major Jerker Sandström
- 2021–2024: Major Johan Laurin

## Internationella insatser

### Civila
- 1968: Biafra
- 1970, 1977: Angola
- 1985–1988: Etiopien
- 1989: Namibia
- 1993: Somalia. Basering Mombasa, Kenya SWEALIS Swedish Airlift in Somalia
- 1996-1997 Zaire, Burundi och Rwanda. Basering Nairobi -Kenya
- 2004: Thailand - Tsunami
- 2013: Irak [6]
- 2013: Humanitär insats i Filippinerna

### Militära
- 1991 Gulfkriget. Basering Larnaca Cypern
- 1992-1994: Jugoslavien Basering 1992 Zagreb ( SWEAT Sarajevo)( Swedish Airlift to Sarajevo)och 1994 i Ancona Italien 1993 under luftbron till Sarajevo
- 2003: Irak
- 2004–2012: Afghanistan. Första missionerna utgick från Termez i Uzbekistan- Flygvapnet Uzbekistan, FU01 och FU02. Sedan flyttade verksamheten och blev Swedish Air Element C-130 (SAE C-130). Förbandet överlämnades till chefen för ISAF och utför flygningar över hela Afghanistan. Basering ursprungligen i Uzbekistan men slutligen på den tyska basen Camp Marmal Mazar-i-Sharif [7][8]
- 2005: Gabon
- 2011: FL01 Sigonella flygbas Operation Unified Protector
- 2017: FM02 Mali
- 2021: TAKUBA Mali
- 2021: Evakueringen av Kabul, Afghanistan

#### FN
- 2013: Cypern. Joint Mission med OPCW, FC01
- 2014-20??: Mali, FM02

## Stöd till det civila samhället

### Brandbekämpning
Flygplanen, som de är utrustade nu, kan flytta stora mängder personal och last vilket är Hercules huvudförmåga. Som flygsystem (internationellt) har C-130 Hercules möjligheten att genomföra brandbekämpning från luften. Försvarsmaktens Tp84 kan ej göra detta men det är möjligt att modifiera flygplanen för denna uppgift. Med den nuvarande, begränsade tillgången till Tp84 så skulle denna uppgiften konkurrera med många av de andra viktiga uppgifter det taktiska transportflyg har; stödja Försvarsmaktens internationella insatser, öva nationellt försvar, lufttankning av Gripen, transportera last och personal etc. En modifiering skulle också ta tid och flygplanen skulle ej vara tillgängliga i år. Både besättningar och markpersonalen måste utbildas och övas.

#### Artiklar/media
FM 2018: Brandsläckning i stor skala

### ECMO
ECMO-ambulans som används vid den här typen av transporter är en specialambulans som, bland mycket annat, kan strömförsörjas av flygplanet både i luften och på marken. Något som är kritiskt för att ECMO-pumpen skall kunna vara igång hela tiden. ECMO som är en förkortning för ExtraCorporeal Membran Oxygenering och används för att behandla patienter som har påverkansbar lungsvikt, hjärtsvikt och/eller organsvikt där flera organ är påverkade. Karolinska Universitetssjukhuset är det enda sjukhuset i Europa som har en beredskap med en transportabel ECMO-pump.

#### Artiklar/media
FM 2014: En särskilt viktig ambulanstransport

### Smittskyddstransport
Ambulansen, som är stationerad i Linköping är specialutrustad för transporter av så kallade högriskpatienter (Ebola, Corona/COVID) och är den enda i sitt slag i Sverige. Ursprungligen utvecklades ambulansen för att förflytta svenskar som insjuknat i smittsamma sjukdomar i utlandet, det kan vara exempelvis Försvarsmaktens personal i utlandsstyrkan, svenska hjälparbetare eller andra. Ambulansen är konstruerad för att transporteras i C-130 Hercules och kan strömförsörjas från flygplanet under hela flygningen. Strömförsörjningen är avgörande för att ambulansens medicinska utrustning ska kunna hållas i drift och patienten få vård utan avbrott. 

#### Artiklar/media
FM 2008: Hercules med ambulans ombord räddar liv 
FM 2008: En övning för livet
Kommunalarbetaren 2014: Vi har bra rutiner som vi följer
Landstinget 2014: Pressträff: Infektionsklinik testar sin högriskenhet för sjukdomar som ebola
Ny Teknik 2014: Specialutformat lastutrymme i Hercules
FM 2014: Förbereda att flyga Ebolapatienter
Falck 2014: Svenska nationella högisoleringsambulansen är invigd
Sydsvenskan 2014: Smittade svenskar kan flygas hem
112 2015: SVENSKA NATIONELLA HÖGISOLERINGSAMBULANSEN
Sydsvenska 2015: Smittad hjälparbetare fraktas till Linköping i specialambulans
EU 2015: European concepts for the domestic transport of highly infectious patients

## Flygplan i flygtjänst(Hercules och framåt)
Två av flygplansindividerna avvecklades, av kostnadsskäl, 2014 - 841 och 843. De kvarvarande individerna är planerade för modifiering.

### Nuvarande flotta
I divisionen ingår åtta individer av Lockheed C-130 Hercules, eller i Flygvapnet känd som TP84.
| Tail Number | Flygvapennummer | Tillverkningsår | Modell                    | Serienummer | Kommentar                                                        | Bild |
| ----------- | --------------- | --------------- | ------------------------- | ----------- | ---------------------------------------------------------------- | ---- |
| 84001       | 841             | 1964            | Lockheed C-130E1 Hercules | 382-4039    | Ej luftvärdigt, förrådsställt vid Aeroseum i Göteborg            |      |
| 84002       | 842             | 1969            | Lockheed C-130E2 Hercules | 382-4332    | Konverterad för lufttankning                                     |      |
| 84003       | 843             | 1975            | Lockheed C-130H1 Hercules | 382-4628    | Ej luftvärdigt, förrådsställt vid Aeroseum, Göteborg             |      |
| 84004       | 844             | 1981            | Lockheed C-130H2 Hercules | 382-4881    | Utrustad med VMS - Varnings- och motmedelssystem och extratankar |      |
| 84005       | 845             | 1981            | Lockheed C-130H2 Hercules | 382-4884    | Utrustad med VMS - Varnings- och motmedelssystem och extratankar |      |
| 84006       | 846             | 1981            | Lockheed C-130H2 Hercules | 382-4885    | Utrustad med VMS - Varnings- och motmedelssystem och extratankar |      |
| 84007       | 847             | 1981            | Lockheed C-130H2 Hercules | 382-4887    | Utrustad med VMS - Varnings- och motmedelssystem och extratankar |      |
| 84008       | 848             | 1981            | Lockheed C-130H2 Hercules | 382-4890    | Utrustad med VMS - Varnings- och motmedelssystem och extratankar |      |

### Tidigare flygplan
Åren 1988–2004 ingick fyra Super King Air 200, eller som den benämndes inom Flygvapnet, Tp 101. Då en flygplans individ (011) havererade, beslöts att anskaffa ett ersättningsflygplan, och 1991 levererades en sista individ till Flygvapnet av denna modell. Flygplanet var sedan i operativ drift fram till försvarsbeslutet 2004, då de avskrevs från Försvarsmakten våren 2004, och såldes hösten 2004.
| Tail Number | Flygvapennummer | Tillverkningsår | Modell             | Serienummer | Kommentar                     |
| ----------- | --------------- | --------------- | ------------------ | ----------- | ----------------------------- |
| 101001      | 011             | 19??            | Super King Air 200 | BB-???      | Totalhaveri utanför Halmstad. |
| 101002      | 012             | 1979            | Super King Air 200 | BB-459      | Såld år 2004 som SE-KXM       |
| 101003      | 013             | 1980            | Super King Air 200 | BB-619      | Såld år 2004 som SE-KXN       |
| 101004      | 014             | 1981            | Super King Air 200 | BB-932      | Såld år 2004 som SE-KKM       |